# Víctor Rodríguez Andrade
Víctor Pablo Rodríguez Andrade (Montevideo, 1927. május 2. – Montevideo, 1985. május 19.) afrikai-spanyol-portugál-galíciai származású világbajnok uruguayi labdarúgó, hátvéd. A szintén világbajnok José Andrade unokaöccse.

## Pályafutása

### Klubcsapatban
1945 és 1951 között a Central Español, 1952 és 1957 között a Peñarol labdarúgója volt. A Peñarol együttesével két bajnoki címet szerzett.

### A válogatottban
1947 és 1957 között 42 alkalommal szerepelt az uruguayi válogatottban. Az 1950-es brazíliai világbajnokságon aranyérmes, 1954-es svájcin negyedik lett a válogatott csapattal. Tagja volt az 1956-os hazai rendezésű Copa Américán aranyérmet szerző csapatnak.

## Sikerei, díjai
Uruguay
- Világbajnokság
  - aranyérmes: 1950, Brazília
- Copa América
  - aranyérmes: 1956, Uruguay

 Peñarol
- Uruguayi bajnokság
  - bajnok (2): 1953, 1954